# Gliding Bird
Gliding Bird es el primer álbum de estudio de la cantante estadounidense Emmylou Harris, publicado por la compañía discográfica Jubilee Records en 1969. Su primer nombre aparece dividido en dos palabras («Emmy Lou») en la portada.
Después de conocer a su mentor Gram Parsons y convertirse en una famosa cantante country, Harris comenzó a cantar música folk. El álbum contiene cinco canciones folk de Harris, influidas por Joan Baez y Joni Mitchell, así como versiones de temas country rock de Bob Dylan y Fred Neil. Fue su álbum con más composiciones hasta el lanzamiento de The Ballad of Sally Rose en 1985.
Jubilee Records quebró poco después del lanzamiento del álbum, cesando en su distribución y promoción, hasta que su catálogo fue comprado por Roulette Records. Ninguno de los sencillos extraídos del álbum entró en la lista de canciones de Billboard. 

## Lista de canciones
1. "I'll Be Your Baby Tonight" (Bob Dylan) – 2:45
2. "Fugue for the Ox" (Emmylou Harris) – 2:23
3. "[I Saw the Light" (Hank Williams) – 2:40
4. "Clocks" (Emmylou Harris) – 3:00
5. "Black Gypsy" (Emmylou Harris) – 5:50
6. "Gliding Bird" (Tom Slocum) – 2:50
7. "Everybody's Talkin'" (Fred Neil) – 2:03
8. "Bobbie's Gone" (Emmylou Harris) – 4:05
9. "I'll Never Fall in Love Again" (Burt Bacharach, Hal David) – 2:22
10. "Waltz of the Magic Man" (Emmylou Harris) – 4:15